# Keteleeria
Keteleeria er en slægt af stedsegrønne nåletræer fra det centrale og vestlige Kina. De er nært beslægtet med Guldlærk (Pseudolarix).
| Arter |

- Keteleeria davidiana
- Keteleeria fortunei

## Eksterne links
- Flora of China:Keteleeria